# Yabog Airport
Yabog Airport är en flygplats i Bolivia.   Den ligger i departementet Santa Cruz, i den centrala delen av landet, 230 km öster om huvudstaden Sucre. Yabog Airport ligger 431 meter över havet.
Terrängen runt Yabog Airport är platt, och sluttar brant österut. Trakten runt Yabog Airport är nära nog obefolkad, med mindre än två invånare per kvadratkilometer..
I omgivningarna runt Yabog Airport växer i huvudsak lövfällande lövskog.